# Jokerim (Ratsherrngeschlecht)
Die Familie Jokerim (auch Jockerim, Jogkgrim, Jochgrimme) war ein in Dresden ansässiges Ratsherrengeschlecht, welches im 14. und 15. Jahrhundert zu den einflussreichsten Patrizierfamilien der Stadt gehörte.
Ursprünglich stammte die Familie aus dem Dorf Jochgrim, welches später in der am Fuß der Burg Stolpen gegründeten Stadt aufging und als Altstadt bezeichnet wurde. Aus ihr gingen mehrere Dresdner Ratsherren und Bürgermeister hervor. Außerdem sind Vertreter des Geschlechts als Hospitalmeister des Maternihospitals erwähnt.
1349 gehörte denen von Jochgrimme ein Teil des Dorfes Kaitz als markgräfliches Lehen. 1408 besaß der aus der Familie stammende Reinfrid Jokerim (Jogkerym) einen Acker unterhalb des Vorwerks Ussemig (Auswigk) zu Lehen. Auch Reinfried war viele Jahre Ratsmitglied.
1328 taucht der Name eines Johannes de Jockerim erstmals in den Ratsakten auf (Urkunde vom 10. Februar 1328). Johannes gehörte diesem bis 1337 an. Im gleichen Jahr wird auch ein Ticzce Jockrim als Ratsherr genannt.

## Heinrich (Hannus) Jokerim
Der nicht mit dem 1328 genannten Johannes identische Hannus Jokerim (Jogkrim) ist 1362 erstmals als Ratsmitglied benannt. 1394 war er Bürgermeister von Dresden und stiftete im gleichen Jahr ein Seelbad in der Badestube an der Schreibergasse. 1395 überwies er verschiedene Zinsen an Altäre der Frauenkirche.
Ein Heinrich Jokerim ist als Aussteller einer Urkunde vom 1. Dezember 1387 genannt und war zu diesem Zeitpunkt Bürgermeister von Dresden. Da er weder zuvor noch danach wieder in den Ratsakten erwähnt wird, dürfte er mit Hannus Jokerim identisch sein.